# Shades of God
Shades of God est le troisième album du groupe Paradise Lost, sorti en 1992.
Le death-doom des débuts se fait ici légèrement moins présent, alors qu'apparaissent les premiers passages en voix claire.

## Liste des chansons
1. Mortals Watch the Day - 5:13
2. Crying for Eternity - 7:05
3. Embraced - 4:28
4. Daylight Torn - 7:52
5. Pity the Sadness - 5:06
6. No Forgiveness - 7:38
7. Your Hand in Mine - 7:08
8. The World Made Flesh - 4:42
9. As I Die - 3:46